# The Brooklyn Tower
The Brooklyn Tower (pierwotnie określany jako 340 Flatbush Avenue Extension i 9 DeKalb Avenue) – drapacz chmur o przeznaczeniu, głównie mieszkalnym, w dzielnicy Downtown na Brooklynie w Nowym Jorku. Jego projekt został opracowany przez przedsiębiorstwo SHoP Architects. Położony jest w pobliżu stacji metra DeKalb Avenue, w pobliżu nowojorskiej ulicy Flatbush Avenue. Drapacz chmur The Brooklyn Tower został połączony z budynkiem banku Dime Savings Bank, zaprojektowanym przez Mowbraya i Uffingera, pochodzącego z XX wieku.
The Brooklyn Tower jest pierwszym drapaczem chmur o ponad 300 metrach wysokości na Brooklynie, najwyższym budynkiem na tego okręgu oraz najwyższym nowojorskim spośród tych, które nie znajdują się w okręgu Manhattan. Obecnie u podstawy Brooklyn Tower znajduje się XX-wieczny budynek banku Dime Savings Bank Building, posiadający fasadę z białego marmuru z perystazami. Obecne wnętrze banku zawiera sześciokątną rotundę, która służy jako przestrzeń handlowa. Budynek obejmuje pomieszczenia socjalne o powierzchni 120 000 stóp kwadratowych (11 000 m²). W części powyżej, The Brooklyn Tower zawiera 150 mieszkań z prawem własności i 425 do wynajęcia, o łącznej powierzchni około 466 000 stóp kwadratowych (43 300 m²).
Budynek banku Dime Savings Bank, który został połączony z wieżowcem The Brooklyn Tower, został wybudowany w latach 1906–1908. Pierwotny budynek banku, przez ponad sto lat działał jako główny oddział Dime Savings Bank. Bank został sprzedany w 2014 roku, a wieżowiec Brooklyn Tower został zbudowany jako aneks do budynku Dime Savings Bank. Wiecha znajdująca się na nadbudówce drapacza chmur The Brooklyn Tower została wybudowana w październiku 2021 roku, a sprzedaż mieszkań własnościowych w budynku rozpoczęła się w 2022 roku.

## Opis
Drapacz chmur The Brooklyn Tower znajduje się pod numerem 9 przy nowojorskiej arterii komunikacyjnej DeKalb Avenue i pod numerem 340 alei Flatbush Avenue Extension, w dzielnicy Downtown Brooklyn w Nowym Jorku. Wieżowiec sąsiaduje z innymi wieżowcami o różnym przeznaczeniu, takimi jak trzy wieżowce City Point bezpośrednio od zachodu i wieżowcem One Willoughby Square jedną przecznicę na zachód. Budynek stoi naprzeciwko wejścia na stację metra DeKalb Avenue, na której zatrzymują się pociągi nowojorskiego metra. Brooklyn Tower mierzy 1066 stóp (325 m) wysokości, ma 93 kondygnacje. Wieżowiec znajduje się kilka przecznic od dawnych najwyższych budynków na Brooklynie, Brooklyn Point i 11 Hoyt. Obydwa zostały przewyższone przez The Brooklyn Tower w lipcu 2021 roku, kiedy wysokość tego ostatniego osiągnęła 721 stóp (220 m). Brooklyn Tower przekracza wysokość Brooklyn Point, drugiego co do wysokości budynku na Brooklynie w 2022 roku, o około 350 stóp.

## Architektura
Drapacz chmur The Brooklyn Tower został wybudowany przez JDS Development Group, a zaprojektowany został przez przedsiębiorstwo SHoP Architects. Budynek składa się z dwóch elementów. Dolnej, gdzie obecnie znajduje się budynek banku Dime Savings Bank Building, którego pierwotny budynek został wybudowany w latach 1906–1908, zaprojektowany został w stylu neoklasycystycznym i znajdował się w tym samym miejscu przed istnieniem The Brooklyn Tower, lecz na potrzeby budowy wieżowca, w 2018 roku budynek banku został połączony z wieżowcem. Do brzegu banku przylega drapacz chmur The Brooklyn Tower o wysokości 1066 stóp (325 m), zaprojektowany przez SHoP Architects. Obiekt ten jest najwyższym budynkiem na Brooklynie, najwyższym na Long Island i najwyższym w Nowym Jorku poza dzielnicą Manhattan.

### Dime Savings Bank
Fasada Dime Savings Bank zawiera zwierciadło wody wykonane z różowego granitu, nad którym znajduje się fasada z białego marmuru. Konstrukcja ta miała wzmocnić stabilność budowli. Dime Savings Bank był pierwszym budynkiem banku w Stanach Zjednoczonych pokrytym marmurem pentelickim. Do budowy banku wykorzystano ponad 2000 ton marmuru pentelicznego. Budynek zwieńczony jest głęboką attyką, nad którą znajduje się poddasze na piątym piętrze. Na dachu banku znajduje się gładka marmurową kopułę.
W południowo-zachodniej części budynku znajduje się czterostylowy portyk wejściowy wychodzący na plac miejski przy Albee Square. Przy wejściu do budynku cztery kolumny jońskie podtrzymują fryz z napisem „The Dime Savings Bank of Brooklyn” i trójkątny fronton. Za kolumnami ganek prowadzi z placu do wielopiętrowego otworu, otoczonego marmurową ramą z motywami liści akantu. W dolnej części otworu znajdują się dwoje pojedynczych drzwi, które przedzielone są kratką z kilkoma płycinami. Bezpośrednio nad drzwiami znajdują się kraty pawężowe z panelami przedstawiającymi rzymskiego boga handlu Merkurego i różne inne postacie bogów. Powyżej znajduje się belkowanie, akroterion i duże okno pawężowe. Budynek przestał pełnić funkcję banku 8 stycznia 2002 roku, a od tamtego roku pełni funkcję przestrzeni handlowej.

### Sala bankowa

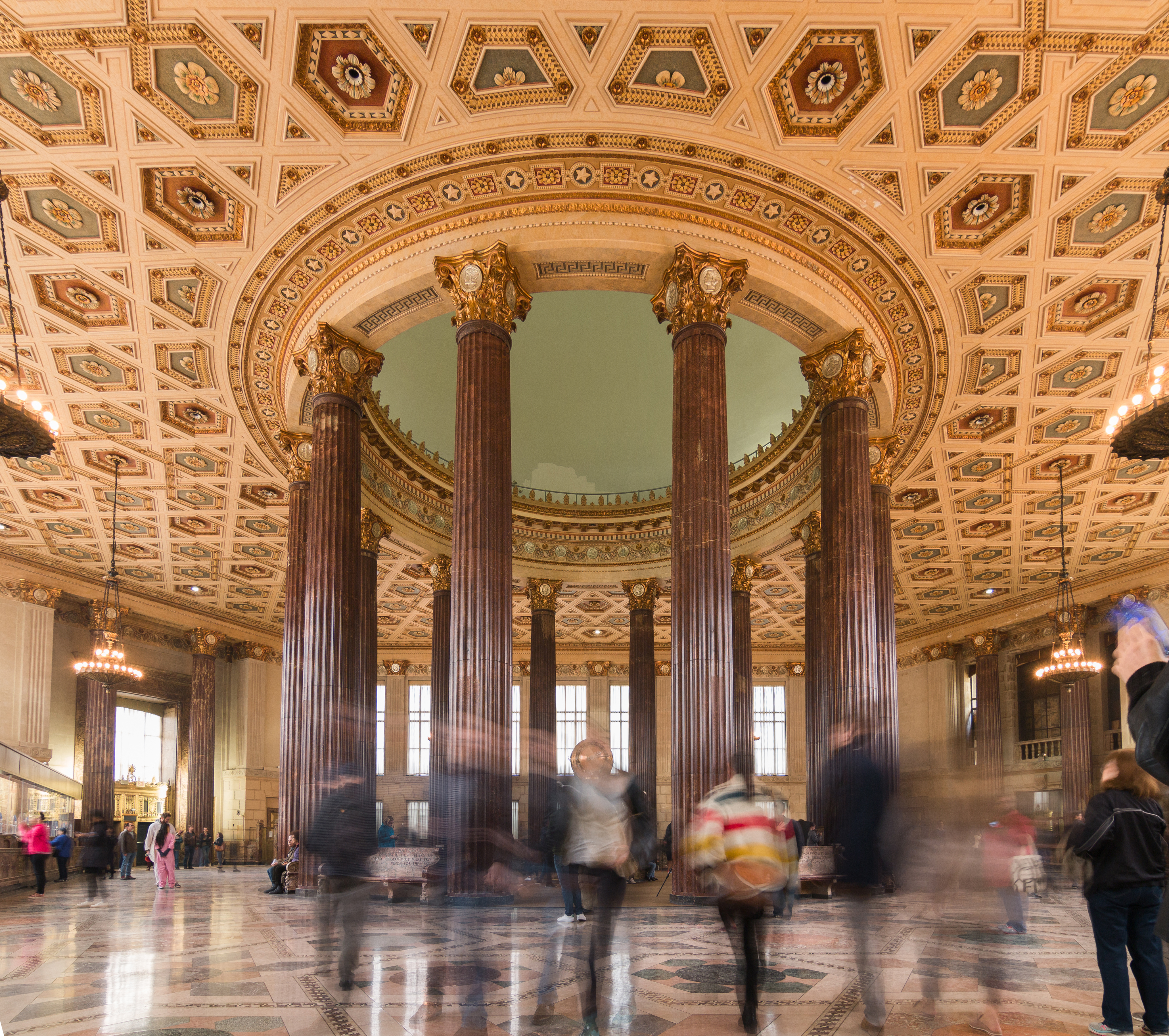
Wnętrzne sali bankowej

Wnętrze zostało pierwotnie wyłożone marmurem. Początkowo sala bankowa była znacznie mniejsza, z parawanem zamykającym trójkąt pośrodku pomieszczenia. Oryginalny projekt banku obejmował podłogę z szarego marmuru i kremową ścianę z gipsu. Pierwotny projekt zakładał witrażową kopułę na dachu głównej sali bankowej o średnicy 40 stóp (12 m). W tylnej części pomieszczenia znajdowały się drzwi do skarbca ważące 15 ton. Za każdym razem, gdy otwierały się drzwi skarbca, trzeba było opuszczać część podłogi, aby nie doszło do przeciążenia. W części tylniej sali bankowej znajdował się także gabinet zarządu sali. W podziemiach banku znajdowała się strzelnica dla ochroniarzy banku, która obecnie nie jest już używana.
Sala bankowa po przejściu modernizacji to trójkąt o wymiarach 160 stóp (49 m) z każdej strony. Sala ma powierzchnię 16 750 stóp kwadratowych (1556 m²), a sufit ma wysokość 40 stóp (12 m). Budynek zrobiony jest z siedmiu rodzajów marmuru. Marmurowa podłoga zawiera motywy gwiazd i sześciokątów. Dolna część murów budynku wykonana jest z gładkiego piaskowca, a nad nimi znajdują się otwory, nad którymi znajdują się przewijane zworniki. Ścianę z piaskowca zwieńczono fryzem z medalionami przedstawiającymi srebrne monety dziesięciocentowe. Nad fryzem znajdują się żłobkowane pilastry flankujące, a od zewnątrz wysokie okna. Dodatkowo pod sufitem zawieszonych jest sześć żyrandoli z brązu.
W centrum sali bankowej znajduje się rotunda, dobudowana w latach 1931–1932. Rotunda zawiera dwanaście kolumn z czerwonego marmuru. Kapitele każdej kolumny są złocone i zaprojektowane w porządku korynckim, z medalionami dziesięciocentowymi. Kolumny podtrzymują zdobione, wielokolorowe belkowanie, które otacza pośrodku błękitną okrągłą kopułę. U podstaw kolumn znajdują się także ławki z różowego marmuru. Pod kopułą znajduje się trójtarczowy zegar z brązu, który stoi na cokole z czarnego marmuru i jest otoczony marmurową ławką.
W południowo-zachodniej części sali bankowej po obu stronach głównego wejścia znajdują się dwie wysokie marmurowe kolumny. W południowo-wschodniej części znajduje się para marmurowych kolumn, pomiędzy którymi marmurowe schody prowadzą w dół do trójkątnego holu i przedsionka. Przedsionek wejściowy do budynku ma marmurowe ściany z brązowymi kratami. W obu pomieszczeniach znajdują się sufity kasetonowe. Nad holem i przedsionkiem znajduje się przestrzeń z widokiem na salę bankową.

### Brooklyn Tower
Zewnętrzna część wieżowca The Brooklyn Tower jest pokryta kamieniem, brązem i stalą nierdzewną z sześciokątnymi wałami rozmieszczonymi w całej fasadzie. Projekt budynku Dime Savings Bank zainspirował projekt The Brooklyn Tower – w szczególności sześciokątny kształt sali bankowej zainspirował sześciokątną bryłę wieżowca.

### Wnętrze
The Brooklyn Tower obejmuje przestrzeń 140 000 stóp kwadratowych (13 000 m²) powierzchni handlowej. Powierzchnia handlowa obejmuje jeden lokal na niższym poziomie oraz piętra od pierwszego do czwartego banku, o powierzchni około 50 000 stóp kwadratowych (4600 m²), a także drugi lokal o powierzchni około 30 000 stóp kwadratowych (2800 m²). Dodatkowo na trzecim piętrze wieży znajduje się komercyjna powierzchnia biurowa oraz komercyjna sala gimnastyczna. Wnętrza mieszkań znajdujących się w Brooklyn Tower zostały zaprojektowane przez przedsiębiorstwo Gachot Studios. Projektantka wnętrz Krista Ninivaggi była odpowiedzialna za zaprojektowanie wnętrz rekreacyjnych.

### Przestrzeń mieszkalna
W The Brooklyn Tower znajduje się około 150 mieszkań i 425 apartamentów do wynajęcia, o powierzchni około 466 000 stóp kwadratowych (43 300 m²). Apartamenty zaczynają się na 52. lub 53. piętrze wieżowca i znajdują się ponad 500 stóp (150 m) nad poziomem gruntu. Apartamenty nie różnią się mocno wyglądem i wyposażeniem od siebie.
W każdym apartamencie zastosowano wykończenia z marmuru, brązu i stali nierdzewnej, podobne do materiałów zastosowanych na zewnątrz wieżowca. W mieszkaniach znajdują się drewniane drzwi z mosiężnymi okuciami, a także mosiężne kinkiety i drzwi z czarnego granitu. W kuchniach znajdujących się w apartamentach zastosowano wykończenia z brązu, a także artykuły gospodarstwa domowego, w tym lodówki, zmywarki do naczyń, piekarniki i pralko-suszarki. W kuchniach na terenie apartamentów znajdują się również szafki w kolorze czarnym i brązowym z blatami wykonanymi z marmuru lub czarnego granitu. W łazienkach zastosowano sześciokątne płytki podłogowe i ściany z marmuru, a także szklane kinkiety. Każde mieszkanie ma okna mierzące 3,4 metra wysokości. Ze względu na sześciokątną bryłę wieży, ściany w każdym mieszkaniu z reguły nie są do siebie równoległe.

## Historia

### Dime Savings Bank of Brooklyn

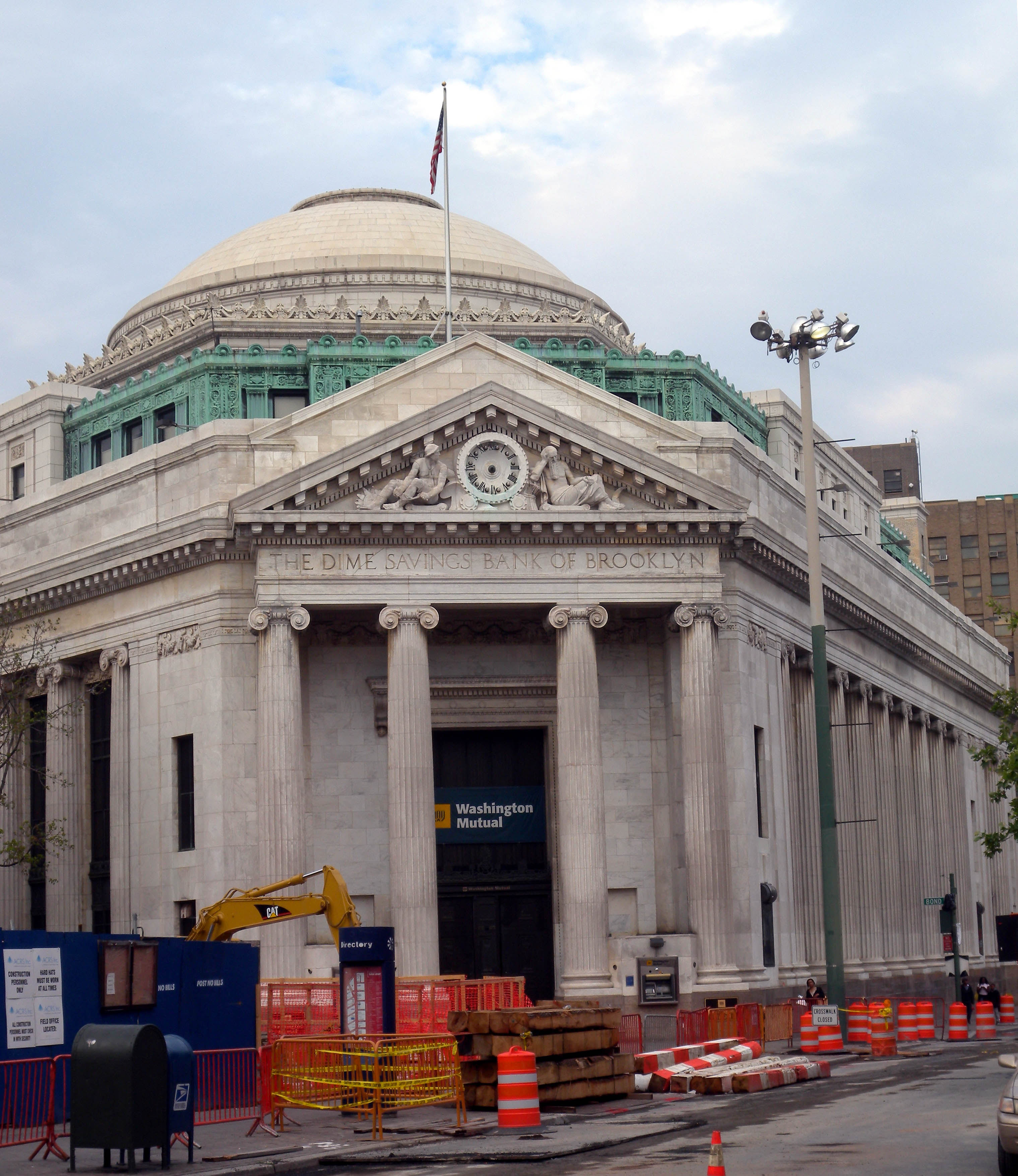
Wejście do Dime Savings Bank

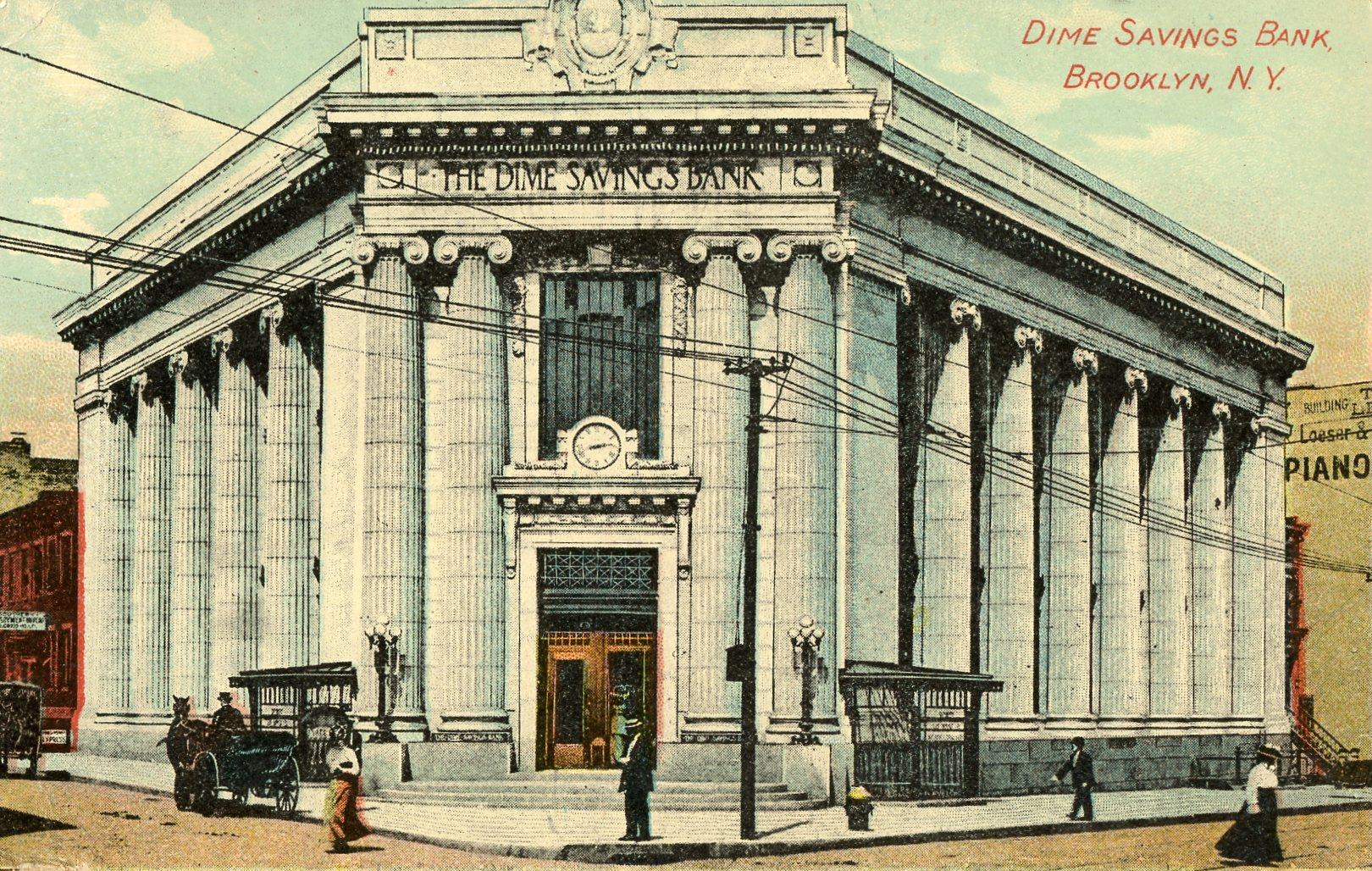
Pocztówka z 1912 roku

Pierwotny budynek Dime Savings Bank of Brooklyn został wybudowany w 1859 roku. Pod koniec XIX wieku w miarę rozwoju Brooklynu główna siedziba banku była kilkakrotnie przenoszona. We wrześniu 1905 roku ogłoszono budowę nowego budynku biurowego jako siedziby dla Dime Savings Bank przy ulicy DeKalb Avenue i Fleet Street. Zakup tej lokalizacji kosztował 230 000 dolarów.
Prace rozpoczęto w 1906 roku według projektów Mowbray’a i Uffingera. Generalnym wykonawcą projektu była firma John Thatcher and Sons. Budynek kosztował 600 000 dolarów, łącznie z kosztem działki wokół budynku. Dime Savings Bank przeniósł się do swojego nowego budynku przy ulicy DeKalb Avenue 19 grudnia 1908 roku.
Biuro główne Dime Savings Bank zostało powiększone w 1918 roku według projektu Russella S. Walkera. Dime Savings Bank otworzył swoją pierwszą filię w Bensonhurst w 1929 roku, a następnie drugi oddział we Flatbush w 1932 roku. W związku z coraz szerszą działalnością, bank zatrudnił Halseya, McCormacka i Helmera w celu zaprojektowania znaczącej rozbudowy swojego centralnego oddziału, który był budowany w latach 1931–1932. Za tę rozbudowę Halsey, McCormack i Helmer otrzymali nagrodę za „wybitny budynek” od Brooklyn Chamber of Commerce, podobnie jak generalny wykonawca William Kennedy Construction Company.
Dime Savings Bank otworzył stałą wystawę dla nabywców domów na szóstym piętrze swojego budynku w 1944 roku, którą w pierwszym roku odwiedziło ponad 42 000 osób. Bezpłatną wystawę dla nabywców domów otwarto na drugim piętrze w 1948 roku, a w 1949 roku przeniesiono ją na parter, przylegający do rotundy. W ciągu pięciu lat odwiedziło ją 250 000 osób. W budynku banku odbywały się także inne wydarzenia, takie jak pokaz storczyków w 1954 roku oraz wystawa dzieł Pabla Picassa w 1962 roku.

### Zabudowa wieży mieszkalnej
W 2004 roku Departament Planowania Miejskiego Nowego Jorku zatwierdził znaczną zmianę planu przestrzennego dla części śródmieścia Brooklynu, co spowodowało znaczną ekspansję powierzchni biurowej i handlowej. Przedsiębiorstwa JDS i Chetrit należące do Josepha Chetrita podpisały pod koniec 2013 roku umowę na zakup sześciopiętrowego budynku biurowego 340 Flatbush Avenue Extension, sąsiadującego z Dime Savings Bank. Sprzedaży dokonano w czerwcu 2014 roku, a przedsiębiorstwa Chetrit i JDS zapłacili za to 43,5 mln dolarów.
Przedsiębiorstwa JDS i Chetrit planowały także nabycie dwupiętrowego budynku przy ulicy DeKalb i Flatbush Avenue, zajmowanego przez restaurację Junior’s. Restauracja Junior’s, została otwarta w 1950 roku, w budynku mieszczącym się przy ulicy DeKalb i Flatbush Avenue. Alan Rosen, właściciel budynku, wystawił go na sprzedaż w lutym 2014 roku, z zastrzeżeniem, że kupujący ponownie otworzy restaurację w budynku. Jednak ostatecznie we wrześniu 2014 roku Rosen zdecydował się nie sprzedawać budynku.
W grudniu 2015 roku firma Fortress Investment Group udzieliła pożyczki gotówkowej w wysokości 115 mln dolarów firmom JDS i Chetrit Group na zakup terenu i refinansowanie zadłużenia związanego z Dime Savings Bank. W tamtym czasie oczekiwano sprzedaży banku za ponad 100 milionów dolarów. W tym samym miesiącu przedsiębiorstwa JDS i Chetrit nabyły budynek Dime Savings Bank od JPMorgan Chase za 90 milionów dolarów, wykorzystując pieniądze z refinansowania.
W lutym 2017 roku Bank OZK i Melody Finance udzieliły kredytu pomostowego na budowę Brooklyn Tower w wysokości 135 mln dolarów. Prace przy budowie Brooklyn Tower rozpoczęły się w czerwcu 2017 roku. W sierpniu 2018 roku spółka JDS zainwestowała dodatkowe 60 mln dolarów w kapitał własny, aby kupić udziały przedsiębiorstwa Chetrit w nieruchomości, uzyskując tym samym pełne prawo własności do projektu.

### Budowa

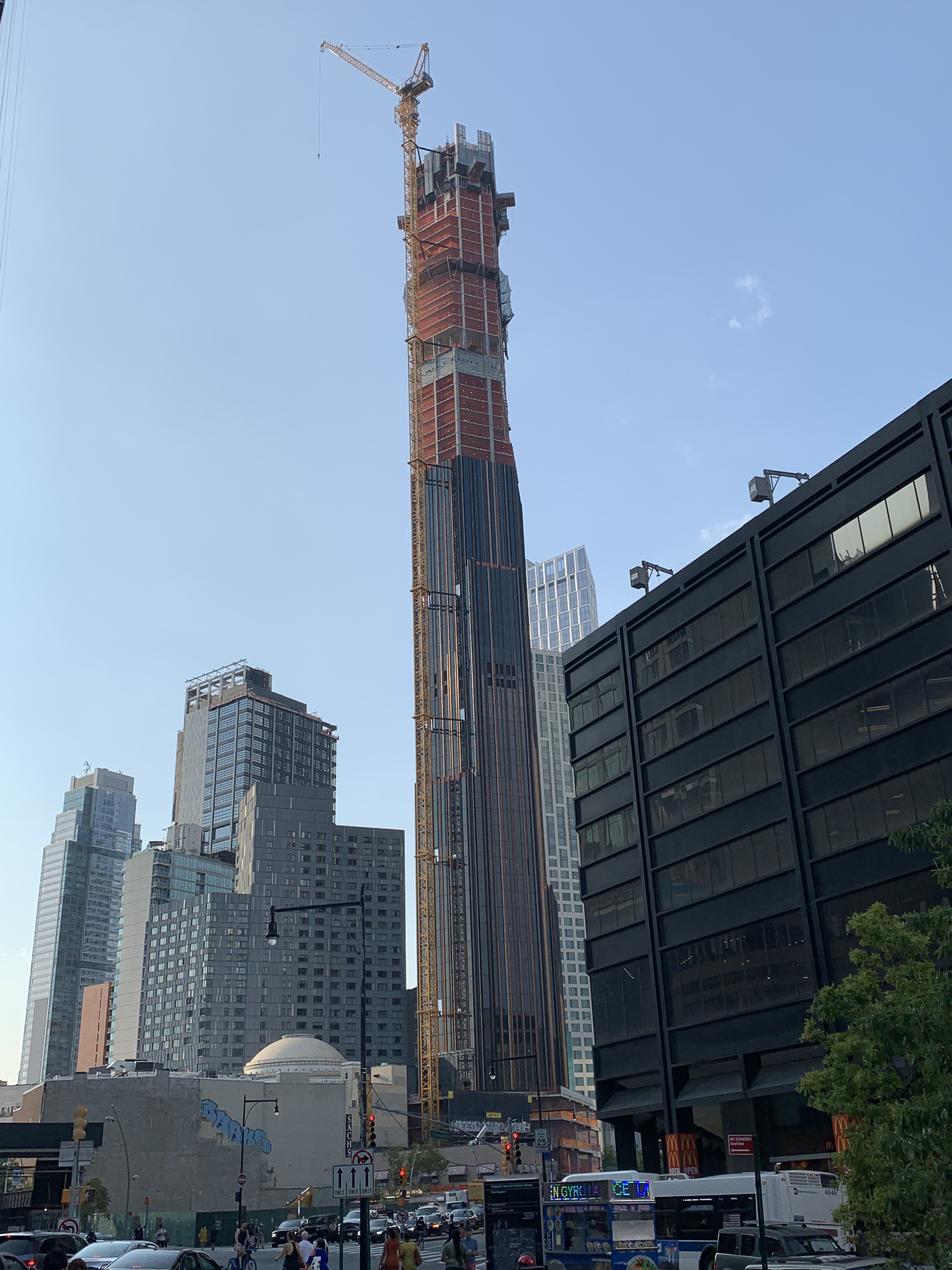
Plac budowy w sierpniu 2021 roku

Budowa nadbudówki naziemnej rozpoczęła się w połowie 2018 roku. Pożyczka na budowę The Brooklyn Tower została sfinalizowana w kwietniu 2019 roku. Stanowiło to łączną pożyczkę w wysokości 664,1 mln dolarów na budowę drapacza chmur The Brooklyn Tower. Z powodu pandemii Covid-19 w Nowym Jorku ukończenie budowy przesunęło się o około cztery miesiące. Do listopada 2020 roku betonowy rdzeń osiągnął 28 pięter, a montaż ściany osłonowej rozpoczął się w następnym miesiącu. Budowa pierwszej połowy Brooklyn Tower ukończyła się w kwietniu 2021 roku. W lipcu 2021 roku wysokość wieżowca przekroczyła 721 stóp, co czyniło go najwyższym budynkiem na Brooklynie. Wiecha na budynku została zawieszona 28 października 2021 roku. Do tego czasu przewidywano rozpoczęcie sprzedaży mieszkań w budynku na początku 2022 roku, a tymczasowe pozwolenie na użytkowanie miało zostać wydane do końca 2022 roku.
Do lutego 2022 roku montaż elewacji dotarł już do górnych kondygnacji mieszkalnych. W marcu tegoż roku rozpoczęła się sprzedaż mieszkań powyżej 52. piętra budynku. Najtańszymi mieszkaniami były kawalerki kosztujące 875 000 dolarów, a najdroższe apartamenty z czterema sypialniami kosztujące 8 milionów dolarów.
Na początku 2022 roku deweloperzy zatrudnili brokera Jackie Totolo do promowania powierzchni handlowej. W maju tego roku pierwszym komercyjnym najemcą budynku została firma Life Time Fitness, wynajmująca 100 000 stóp kwadratowych (9300 m²) na centrum fitness i przestrzeń coworkingową. W ramach umowy najmu spółka Life Time miała zarządzać pomieszczeniami socjalnymi w budynku. Żuraw wieżowy uczestniczący w budowie wieżowca został zdemontowany około końca kwietnia 2022 roku, a dwa miesiące później pracownicy montowali ostatnie panele elewacyjne na koronie budynku. Elewacja budynku została w dużej mierze ukończona do października 2022 roku. Budowę korony Brooklyn Tower ukończono w lutym 2023 roku. W następnym miesiącu przedsiębiorstwo Stern uczestniczące przy budowie wieżowca wystawiło na sprzedaż 368 mieszkań na wynajem i powierzchnię handlową, żądając od 600 do 700 milionów dolarów za te części budynku. Do tego czasu planowano otrzymać tymczasowe pozwolenie na użytkowanie.

## Galeria

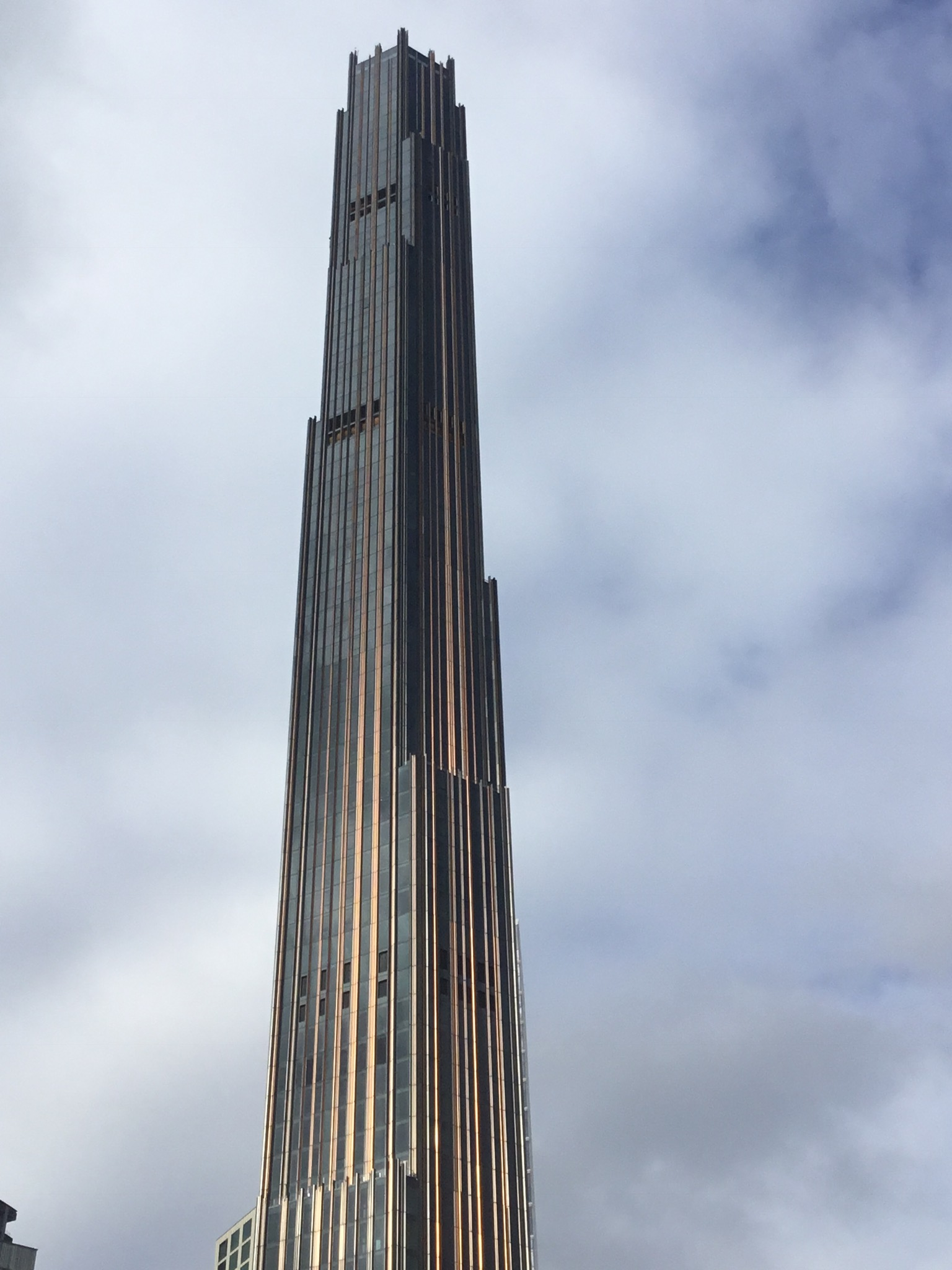
Wieżowiec w listopadzie 2022
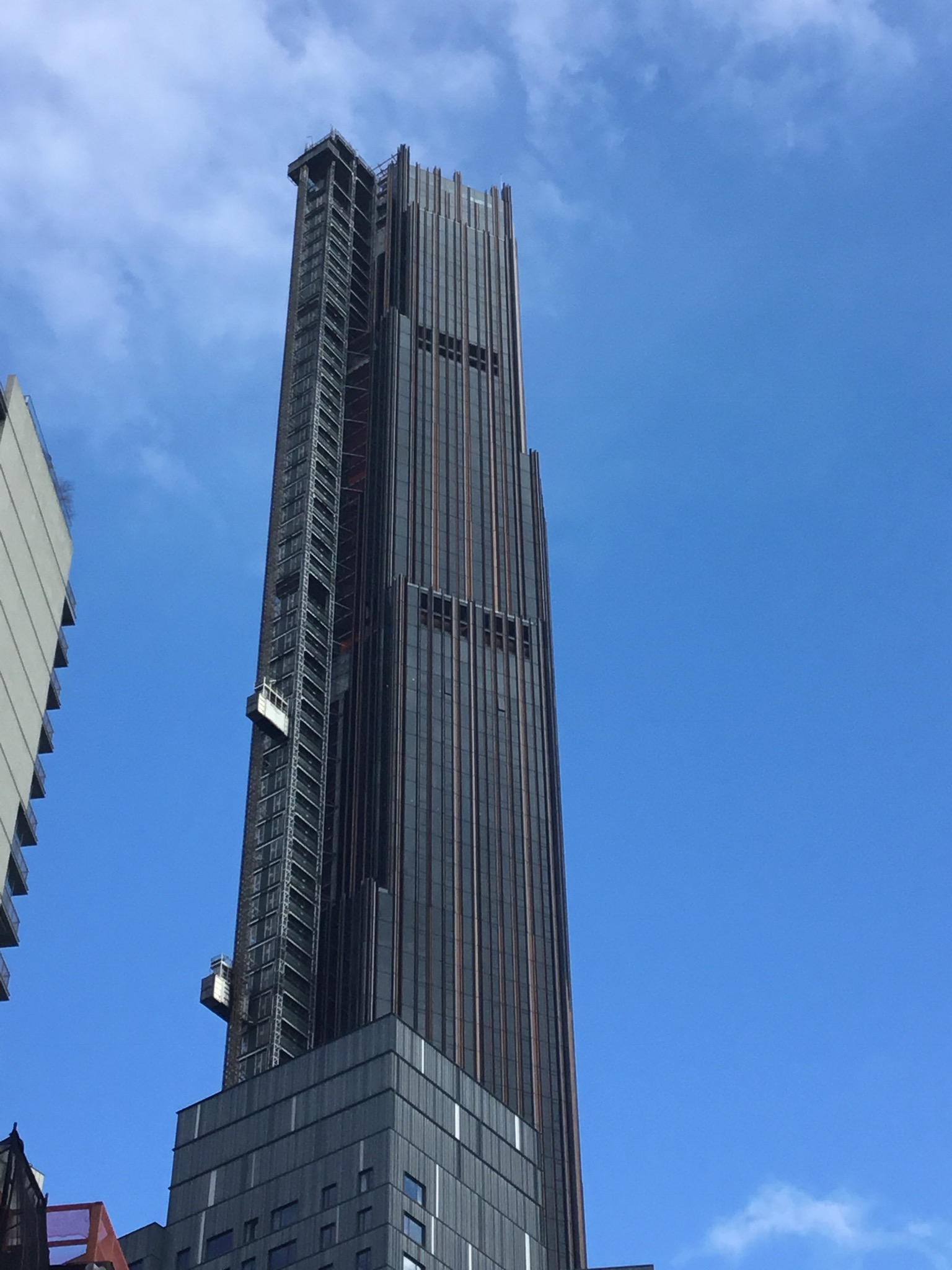
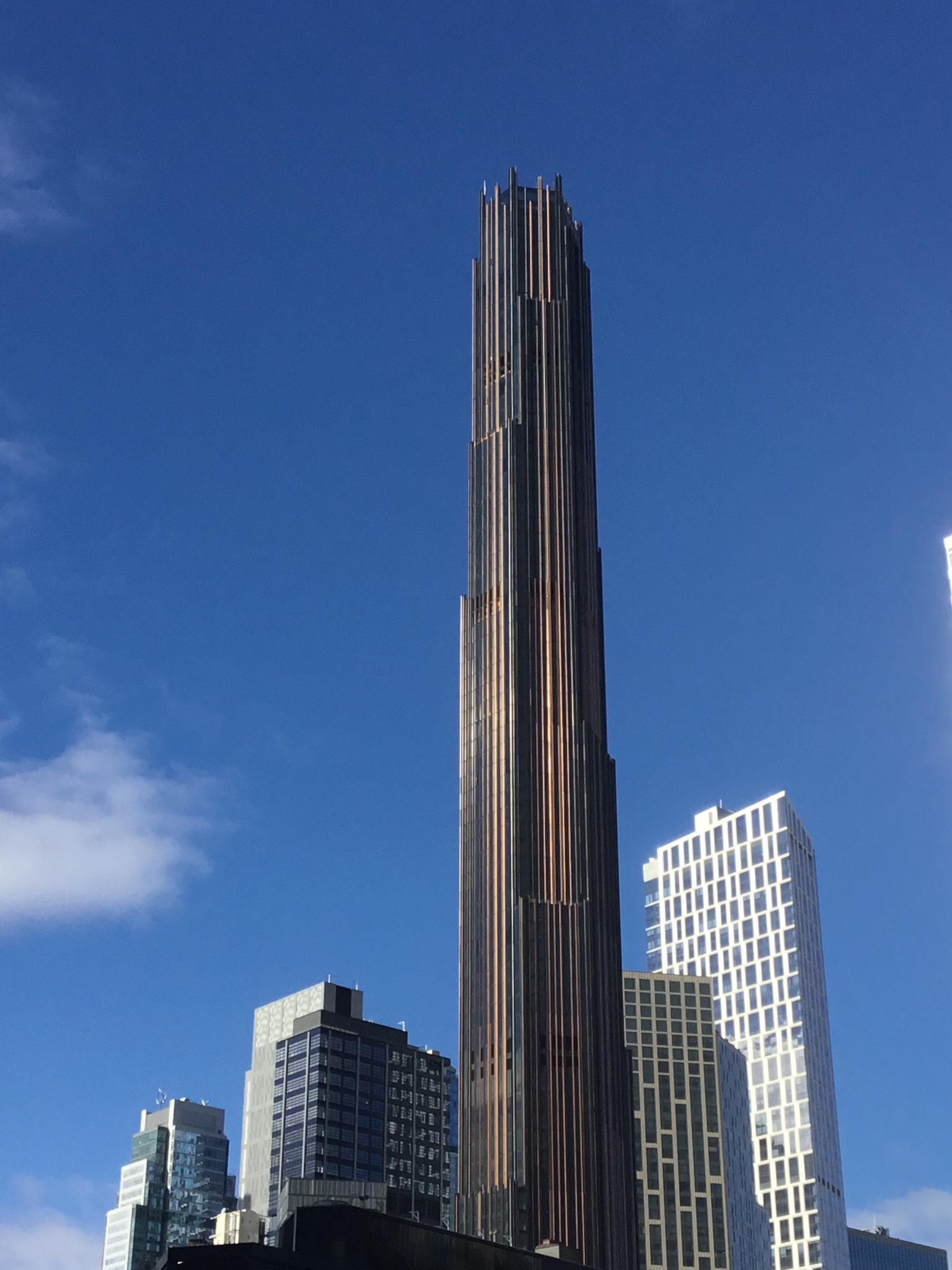
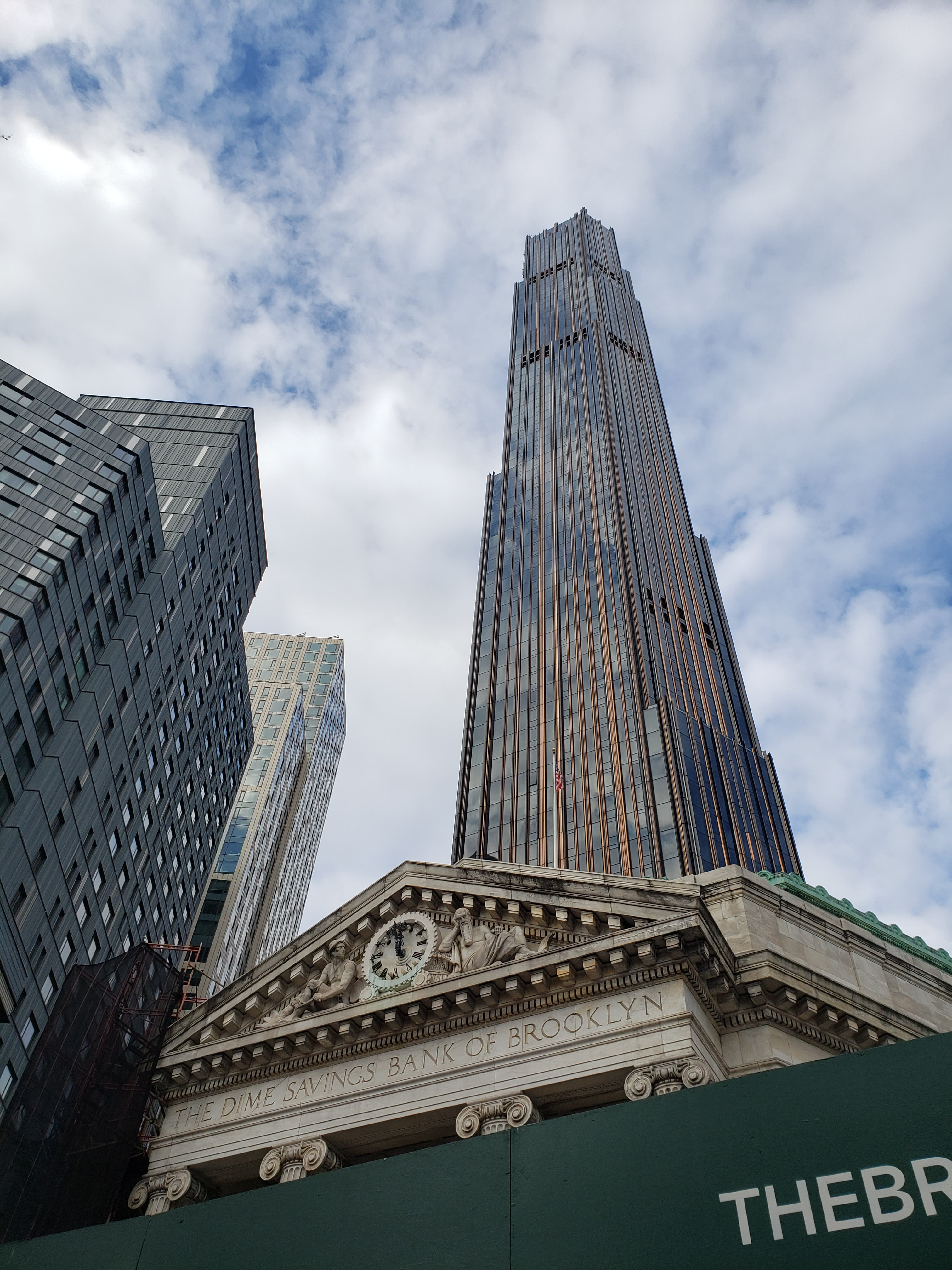
Widok od wejścia do budynku banku